# Georg Trakl
Georg Trakl (Salzburgo, 3 de fevereiro de 1887 — Cracóvia, 3 de novembro de 1914) foi um proeminente poeta expressionista austríaco do início do século XX.

## Biografia
Georg Trakl nasceu a 3 de fevereiro de 1887 em Salzburgo, cidade no noroeste da Áustria. O estranho comportamento de sua mãe e a morte prematura do pai quando ainda era muito jovem acabou lhe causando grandes problemas emocionais, além de ter que sustentar a família (mãe / irmã) com seus esforços após o falecimento de seu pai. Sabe-se que desde a adolescência o poeta consumia ópio, veronal e cocaína. Teve uma relação incestuosa com sua irmã, e pelo que se sabe sobre a vida de Trakl, talvez tenha sido seu grande amor. Suas cartas foram destruídas, sendo impossível saber algo além. Somente em seus poemas teve certo alívio, remontando-os por diversas vezes, porém sempre tendo em mente suas definições. Durante a Primeira Guerra Mundial foi oficial farmacêutico, o que abalou profundamente seu já debilitado espírito. Suicidou-se a 3 de Novembro de 1914, na Cracóvia, quando tomou uma dose violenta de cocaína, sofrendo uma parada cardíaca logo em seguida. Trakl tinha apenas 27 anos.

## Obra
A poesia de Georg Trakl, assim como a de grande parte dos expressionistas, é marcada por profunda angústia, melancolia e desespero humano, priorizando o mundo interior em oposição ao exterior. Assim sendo, uma poesia extremamente subjetiva. Outro aspecto marcante de sua poesia é seu diálogo constante com o simbolismo francês, em especial Arthur Rimbaud e Charles Baudelaire. Atualmente sua obra goza de grande fama e prestígio internacional, sendo considerado por muitos críticos o maior dos poetas expressionistas.

### Principais poemas
- Transfiguração
- De Profundis
- Crepúsculo de Inverno
- Calma e Silêncio
- Maranas gatona
- Lamento
- Nascimento
- Grodek
- Aos Emudecidos
- Sebastião no Sonho (Sebastian im Traum)